# 우주탐험가 젯
《우주탐험가 젯》(영어: Ready Jet Go! 레디 젯 고![*])은 미국의 텔레비전 애니메이션이다. 대한민국에서는 EBS1에서 방송하였다.

## 등장 인물
- 젯(영어: Jet Propulsion 젯 프로펄전[*]; 한국어 성우: 남도형; 원어 성우: 애슐리 볼)
- 셀러리(영어: Celery Propulsion 셀러리 프로펄전[*]; 한국어 성우: 김은아; 원어 성우: 메그 로 [Meg Roe]): 젯의 어머니
- 캐럿(영어: Carrot Propulsion 캐럿 프로펄전[*]; 한국어 성우: 전태열; 원어 성우: 카일 라이드아웃 [Kyle Rideout]): 젯의 아버지
- 선스팟(영어: Sunspot 선스폿[*]): 젯 가족의 애완동물
- 시드니(영어: Sydney; 한국어 성우: 전해리; 원어 성우: Dalila Bela)
- 션(영어: Sean; 한국어 성우: 홍범기; 원어 성우: William Ainscough)
- 민디(영어: Mindy; 한국어 성우: 장은숙; 원어 성우: Jaeda Lily Miller)
- 페이스 9000(영어: Face 9000; 한국어 성우: 이민규; 원어 성우: 브라이언 드러먼드): 젯 가족의 컴퓨터.